# Chopda
Chopda is een nagar panchayat (plaats) in het district Jalgaon van de Indiase staat Maharashtra. 

## Demografie
Volgens de Indiase volkstelling van 2001 wonen er 60.865 mensen in Chopda, waarvan 52% mannelijk en 48% vrouwelijk is. De plaats heeft een alfabetiseringsgraad van 67%. 